# روبرتو پومپی
روبرتو پومپی (اسپانیایی: Roberto Pompei‎؛ زادهٔ ۱۴ مارس ۱۹۷۰) بازیکن سابق و مربی فوتبال اهل آرژانتین است.

## بازی‌های باشگاهی
از باشگاه‌هایی که در آن بازی کرده‌است می‌توان به باشگاه فوتبال آرسنال ساراندی، باشگاه فوتبال بوکا جونیورز، باشگاه فوتبال استودیانتس، باشگاه فوتبال ولز سارسفیلد، باشگاه فوتبال رئال اویدو، باشگاه فوتبال راسینگ کلوب آویاندا، و باشگاه فوتبال اتلتیکو هوراکان اشاره کرد.